# Hate Love
Hate Love è il quarto singolo estratto dal secondo album delle Girlicious, intitolato Rebuilt. È l'ultimo singolo pubblicato dalla band, inoltre è stato transmesso radiofonicamente, successivamente l'abbandono della band da parte di Chrystina Sayers e di Natalie Mejia.

## Video
Il video musicale di questo singolo non venne mai realizzato in quanto due delle tre ragazze della band erano uscite dalla formazione per seguire altri progetti.

## Classifiche
Il singolo debutta nella Canadian Hot AC alla posizione numero 44 per poi salire nelle settimane successive arrivando fino alla posizione numero 19. Il 2 aprile 2011, il singolo entra anche nella Canadian Hot 100 alla posizione numero 97 scalando la classifica fino a raggiungere la posizione numero 59. La canzone resta in classifica per 14 settimane consecutive.
| Classifica (2008) | Posizione massima |
| ----------------- | ----------------- |
| Canadian Hot 100  | 59                |
| Canadian Hot AC   | 19                |

## Date di pubblicazione
- 21 febbraio 2011 (nelle radio)